# Parastemon
Parastemon é um género botânico pertencente à família chrysobalanaceae, composto por quatro espécies.

## Espécies
- Parastemon grandifructus
- Parastemon spicatum
- Parastemon urophyllus
- Parastemon versteeghii